# 송아지고기

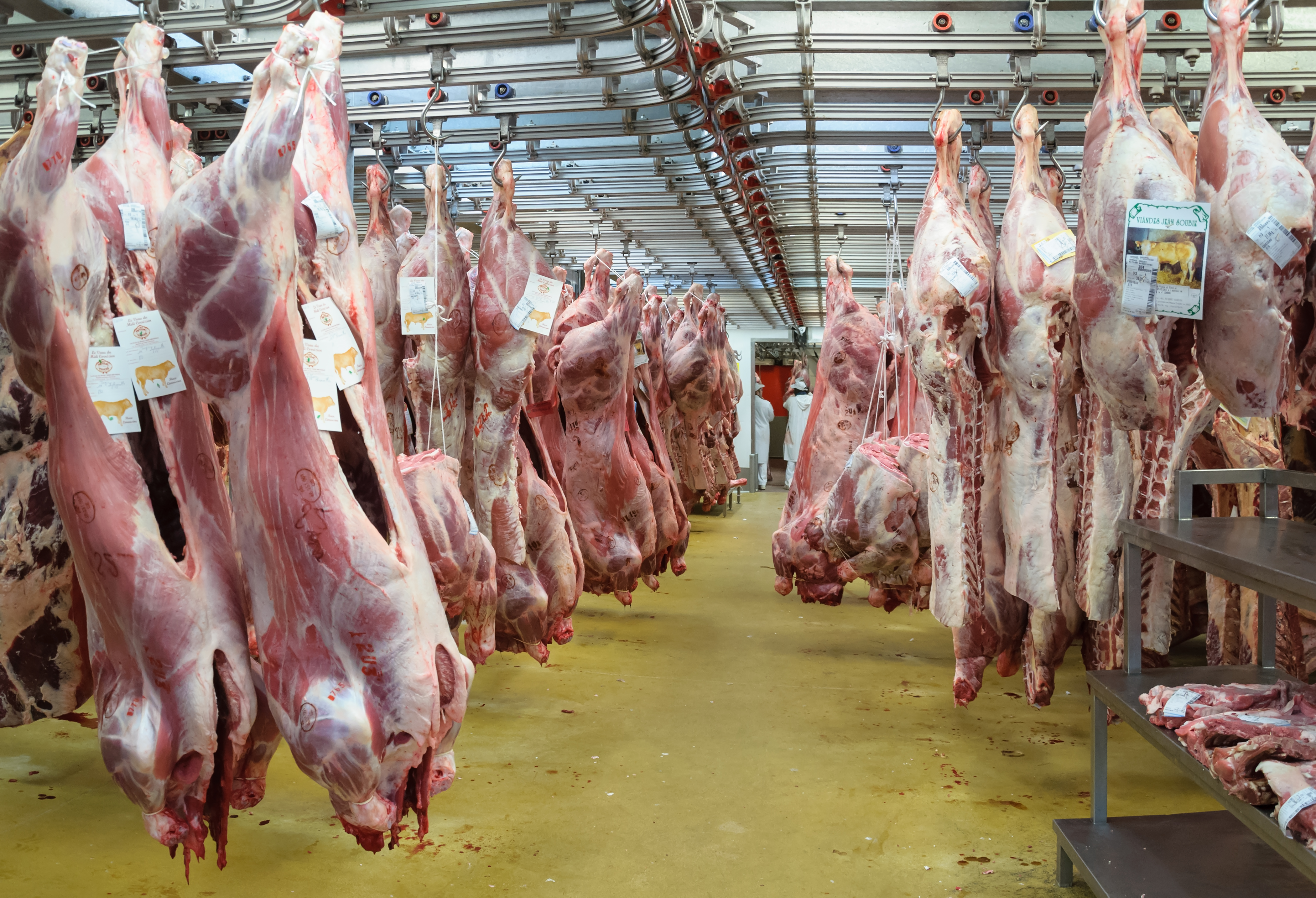
시장에 진열된 송아지고기

송아지고기(영어: veal)는 송아지의 고기이다. 보통 종이나 성별에 관계없이 모든 송아지들이 대상이 되지만 주로 수컷 송아지를 송아지고기의 대상으로 삼는다.  또한 일반적으로 송아지고기는 같은 양의 쇠고기에 비해 가격이 비싸다는 특징이 있다.

## 같이 보기
- 고기소
- 쇠고기
- 어린양고기